# Ravnice (Novi Grad)
Pour les articles homonymes, voir Ravnice.
Ravnice (en serbe cyrillique : Равнице) est un village de Bosnie-Herzégovine. Il est situé dans la municipalité de Novi Grad et dans la république serbe de Bosnie. Selon les premiers résultats du recensement bosnien de 2013, il compte 597 habitants.

## Démographie

### Évolution historique de la population dans la localité
| 1948  | 1953 | 1961 | 1971 | 1981 | 1991 | 2013 |
| ----- | ---- | ---- | ---- | ---- | ---- | ---- |
| 1 980 | -    | 608  | 616  | 629  | 639  | 597  |

|  |

### Communauté locale
En 1991, la communauté locale de Ravnice comptait 2 169 habitants, répartis de la manière suivante :